# Thubten Wangchen

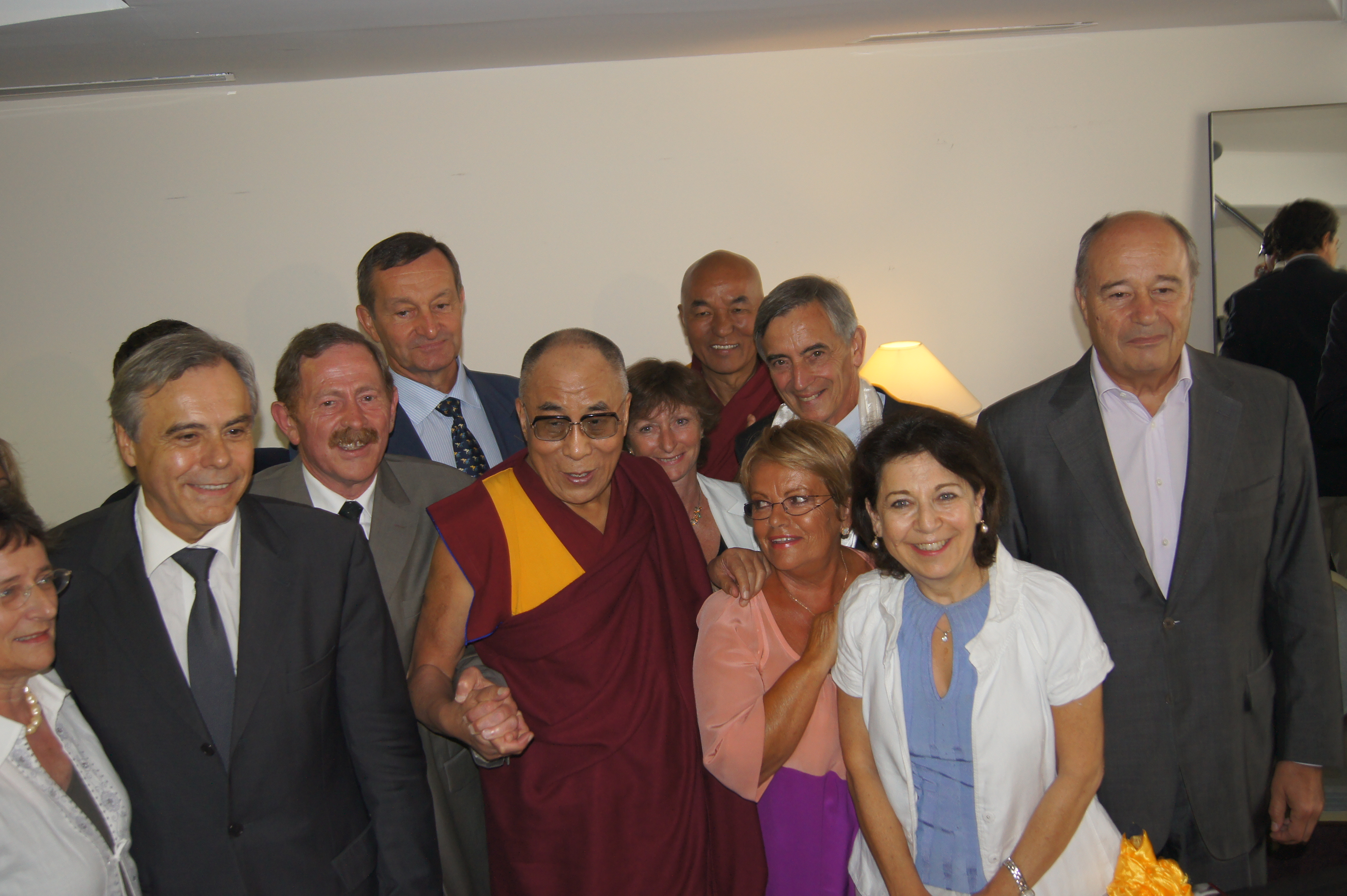
Thubten Wangchen (au fond, au centre), lors de la rencontre des parlementaires avec le dalaï lama à Toulouse en 2011

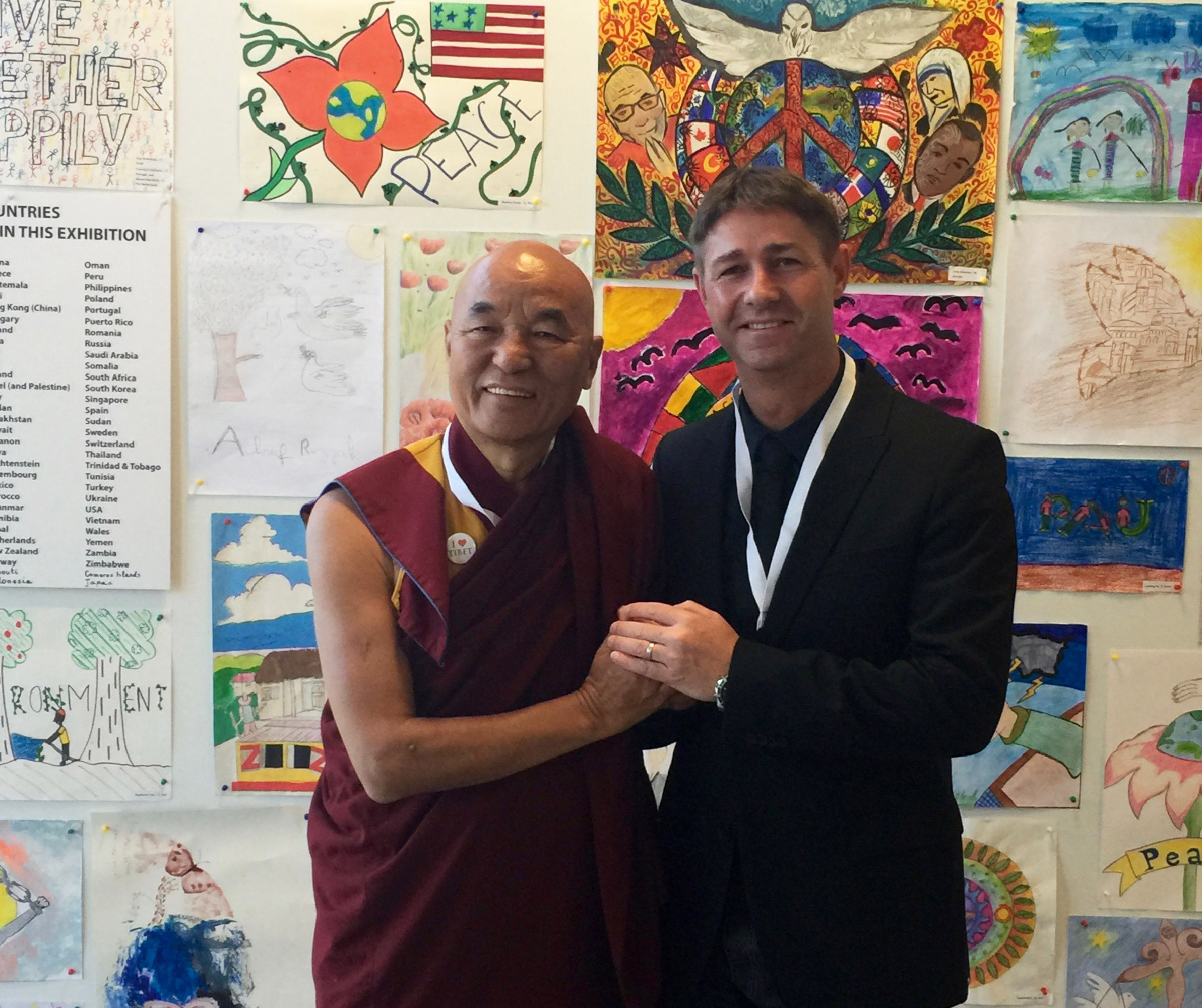
Thubten Wangchen et Grant Schreiber au Sommet mondial des lauréats du prix Nobel de la paix en 2015

Thubten Wangchen (tibétain : ཐུབ་བསྟན་དབང་ཆེན, Wylie : thub bstan dbang chen), aussi appelé Thubten Wangcheng Sherpa Sherpa, né le 25 décembre 1954 au village de Kyirong (dans l'actuelle Xian de Gyirong dans la région autonome du Tibet), est un moine tibétain de l'école bouddhiste des gelugpa, président-fondateur de la Casa del Tibet, président de la communauté tibétaine en Espagne et député du Parlement tibétain en exil. Il est aujourd'hui de nationalité espagnole.

## Biographie
Thubten Wangchen naît en 1954 au Tibet, dans le village de Kyirong (« vallée heureuse », en tibétain). Sa mère, enceinte, est décédée dans un camp de travail chinois quand il avait quatre ans. En 1959, il s'enfuit au Népal avec son père. Il rejoint l'école pour les réfugiés tibétains à Dalhousie en Inde.
À l'âge de seize ans, il décide d'entrer dans un monastère pour y approfondir l'étude de la philosophie bouddhiste. Il est admis à Namgyal, monastère du dalaï-lama à Dharamsala, en Inde du Nord, ville d'accueil du gouvernement tibétain en exil. Il passe onze ans à étudier le bouddhisme tibétain, ses rituels, cérémonies, danses, et construction de mandalas.
Fin 1981, il rejoint l'Espagne en tant que traducteur d'un lama tibétain. Par la suite, il organise des conférences, expositions et séminaires sur différents domaines de la culture tibétaine.
En 1989 et pendant trois ans, il est directeur du « Lama project », un programme de collecte par enregistrement vidéo d’enseignements traditionnels conservés par des lamas âgés.
Pour faire mieux connaître la culture et le bouddhisme tibétain, il fonde et préside la Casa del Tibet à Barcelone, inaugurée par le dalaï-lama en décembre 1994.
En 2000, la Casa del Tibet devint une fondation ayant pour but de promouvoir la culture tibétaine, les droits de l'homme au Tibet, et la solidarité avec les Tibétains en exil, en particulier dans des programmes d'éducation et de santé.
En septembre 2007, la fondation organise la visite du dalaï-lama à Barcelone. La conférence publique « L'Art du Bonheur » réunit plus de 10 000 personnes au Palau Sant Jordi dans la capitale.
Le 27 avril 2011, Thubten Wangchen est élu député du Parlement tibétain en exil, où il est l’un des deux représentants pour l’Europe de la diaspora tibétaine.
En novembre 2015, il participe au Sommet mondial des lauréats du prix Nobel de la paix (en) à Barcelone.

## Engagement militant

### Plainte pour génocide contre le peuple tibétain
À la suite du dépôt d'une plainte par le Comite de Apoyo al Tibet, la Casa del Tibet et Thubten Wangchen, le 11 janvier 2006, la Cour nationale d'Espagne annonce qu'elle va instruire une enquête concernant l'implication de sept anciens dirigeants chinois, entre autres l'ancien président Jiang Zemin et l'ancien Premier ministre Li Peng, dans un génocide allégué au Tibet. Cette instruction est la conséquence d'un arrêté de la Cour constitutionnelle espagnole du 26 décembre 2005 qui autorise le traitement des plaintes pour génocides, même si elles n'impliquent pas de nationaux espagnols[réf. souhaitée].
Après les troubles au Tibet en mars 2008, avec la Casa del Tibet et le Comite de Apoyo al Tibet (CAT), il dépose une plainte le 9 juillet 2008 devant la justice espagnole qui s'est déclarée compétente le 5 août, visant sept responsables politiques et militaires chinois.
Le 19 mai 2009, le Sénat espagnol limite la loi de compétence universelle, celle-ci ne devant plus s'appliquer qu'à des cas impliquant des Espagnols ou à des suspects présents sur le territoire de l'Espagne,. Cependant, Thubten Wangchen possédant la nationalité espagnole, la procédure suit son cours.
En septembre 2010, avec la Casa del Tibet et le CAT, il saisit la cour n° 2 de l'Audiencia Nacional d'Espagne enquêtant sur le génocide et autres crimes qui auraient été commis au Tibet.
Le 10 octobre 2013, l'Audience nationale espagnole annonce qu'elle accepte d'étendre son enquête à Hu Jintao.
Le 19 novembre 2013, la Cour nationale espagnole a donné des ordres pour informer Hu Jintao de l'acte d'accusation et l'interroger sur sa politique au Tibet et a rendu un arrêt qui devrait entraîner l'émission de mandats d'interpellation de 5 anciens dirigeants chinois soupçonnés d'avoir bafoué les droits de l'homme au Tibet : Jiang Zemin, ancien président et secrétaire du Parti, Li Peng, Premier ministre lors de la répression au Tibet dans les années 1980 et au début des années 1990, Qiao Shi, ancien chef de la sécurité chinois et responsable de la Police armée du peuple pendant la période de la loi martiale au Tibet à la fin des années 1980 ; Chen Kuiyuan, secrétaire du Parti de la région autonome du Tibet de 1992 à 2001 et Deng Delyun (également connu sous le nom Peng Pelyun), ministre de la planification familiale dans les années 1990,.
Le 10 février 2014, la cour suprême espagnole demande l'émission d'un mandat d'arrêt international contre Jian Zemin, Li Peng et d'autres dirigeants pour génocide au Tibet.

### Manifestation à Cannes en 2011

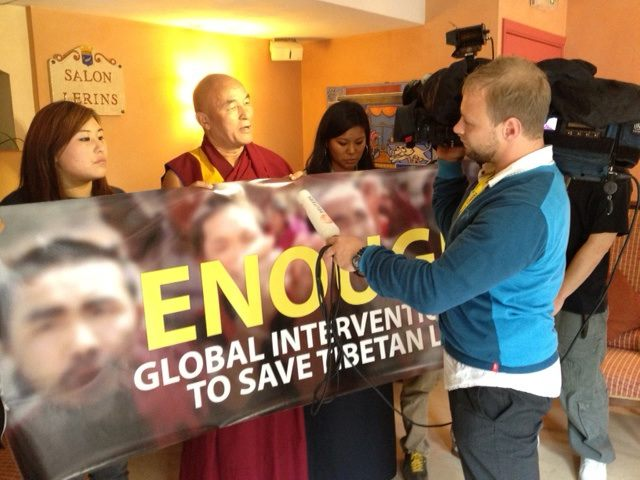
Thubten Wangchen lors d'une conférence de presse le 2 novembre 2011 au sommet du G20

Souhaitant attirer l'attention sur la répression au Tibet oriental où des Tibétains s'immolent depuis mars 2001, une campagne internationale « Assez! Intervention mondiale pour sauver des vies tibétaines » s'est invitée au sommet du G20 le 3 novembre 2011, à Cannes, où un groupe de cinq femmes tibétaines manifestent. Sept militants dont Thubten Wangchen sont détenus.

### Porteur de la Flamme de la Vérité
Thubten Wangchen porte dans des pays européens la « Flamme de la Vérité », une campagne débutée en Inde à l'initiative du Parlement tibétain en exil pour exprimer sa solidarité avec les Tibétains de l'intérieur du Tibet, où on dénombre alors 51 cas d'immolation depuis 2009. À la Pagode de Vincennes, près de Paris, il est accueilli par le sénateur André Gattolin, le conseiller régional d'Île-de-France Jean-Marc Brûlé, l'actrice Véronique Janot et des représentants d'associations de soutien au Tibet. À Londres, il est reçu par Thubten Samdup, représentant du Bureau du Tibet et Fabian Hamilton, président du groupe parlementaire multipartite pour le Tibet. À Bruxelles, il est reçu par les députés Thomas Mann, président de l’Intergroupe Tibet au Parlement européen, et Tunne Kelam, ainsi que Ngodup Dorjee, représentant du Bureau du Tibet.

### Bibliographie

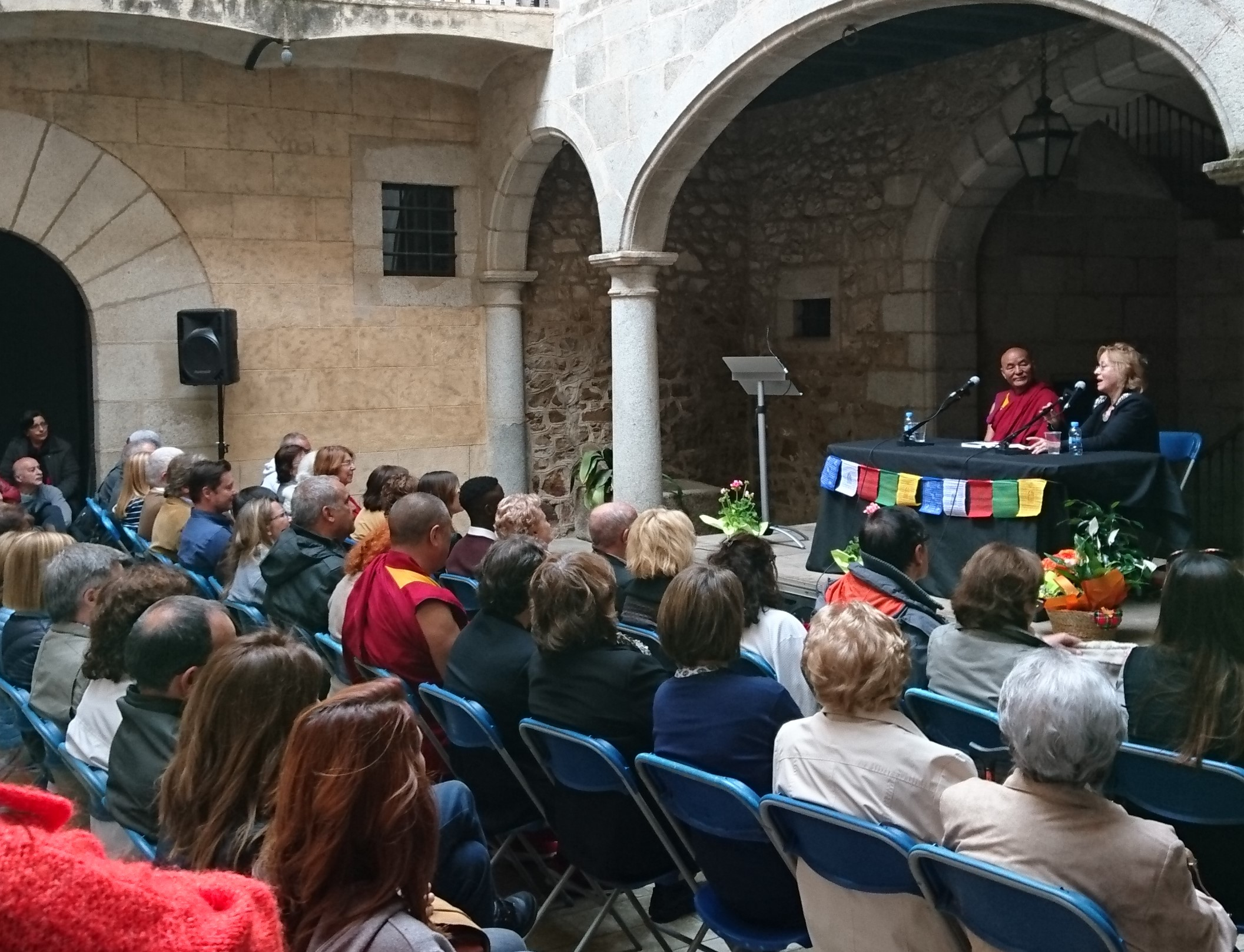
Maria Teresa Pous i Mas et Thubten Wangchen présente leur livre Lluny del Tibet en 2019.